# Serializacja
Serializacja – w programowaniu proces przekształcania obiektów, tj. instancji określonych klas, do postaci szeregowej, czyli w strumień bajtów lub postać tekstową (np. XML, JSON) z zachowaniem aktualnego stanu obiektu. Serializowany obiekt może zostać utrwalony w pliku dyskowym, przesłany do innego procesu lub innego komputera poprzez sieć. Procesem odwrotnym do serializacji jest deserializacja. Proces ten polega na odczytaniu wcześniej zapisanego strumienia danych i odtworzeniu na tej podstawie obiektu klasy wraz z jego stanem bezpośrednio sprzed serializacji.
Serializacja służy do zapisu stanu obiektu, a później do odtworzenia jego stanu. Mechanizm ten jest używany między innymi na platformach .NET, Java, PHP, Python, Ruby.

## Implementacje serializacji

### Serializacja na platformie .NET
Istnieją dwa sposoby serializacji:
- poprzez użycie atrybutu Serializable
- poprzez implementację interfejsu ISerializable

Poniżej znajduje się przykład klasy w języku Delphi dla .NET, której obiekty mogą być serializowane:
```
 
type

 
[
Serializable
]
 
// Obiekty tej klasy będą mogły być serializowane

 
TSerializableClass
 
=
 
class

   
FName
:
 
System
.
&
String
;

   
FValue
:
 
System
.
Int32
;

   
[
NonSerialized
]
 
// Nie serializuj poniższego pola

   
FNonSerialized
:
 
System
.
Int16
;

 
end
;

```

Poniżej znajduje się przykład w języku C# dla .NET, który serializuje przykład powyżej do pliku:
```
TSerializableClass
 
Ts
 
=
 
new
 
TSerializableClass
();

//Tutaj powinien znajdować się fragment ustawiający wartości wybranych pól

BinaryFormatter
 
binFormat
 
=
 
new
 
BinaryFormatter
();
 
// Tworzymy Formatter

Stream
 
fStream
 
=
 
new
 
FileStream
(
"Przyklad.dat"
,
 
FileMode
.
Create
,
 
FileAccess
.
Write
,
 
FileShare
.
None
);
 
//tworzymy strumień z prawami do utworzenia nowego pliku

binFormat
.
Serialize
(
fStream
,
 
Ts
);
 
// serializacja naszej klasy do pliku Przyklad.dat

fStream
.
Close
();
 
// zamknięcie strumienia

```

Klasa zawiera trzy pola, przy czym jedno z nich – FNonSerialized – nie będzie serializowane (wskazuje na to atrybut NonSerialized).
Środowisko .NET oferuje trzy podstawowe formaty zapisu (formatery) serializowanych klas: binarny, SOAP oraz XML.
Środowisko uruchomieniowe CLR podczas procesu serializacji tworzy graf obiektu. Każdy obiekt posiada swój identyfikator. Wszystkie obiekty odwołujące się do serializowanego obiektu są wiązane z obiektem głównym.

### Formatery
Zadaniem formatera jest konwersja obiektu do formatu, w którym zostanie zserializowany obiekt, lub z którego zostanie zdeserializowany. Platforma .NET udostępnia trzy podstawowe formatery: binarny (obiekt zostanie zapisany jako ciąg zero-jedynkowy; formater zdefiniowany w przestrzeni nazw, System.Runtime.Serialization.Formatters.Binary), SOAP (obiekt zostanie zapisany w formacie przypominającym format XML; formater zdefiniowany w przestrzeni nazw System.Runtime.Serialization.Formatters.SOAP), XML (obiekt zostanie zapisany w formacie XML; formater zdefiniowany w przestrzeni nazw System.Xml.Serialization.XmlSerializer). System formaterów jest rozszerzalny.

### Różnice między rodzajami serializacji
- Binary – bardzo prosty sposób zapisu obiektu w strumień. Zaletą jest prostota użycia (wymaga atrybutu [Serializable] + strumień + formatter). Wady – oprócz standardowych informacji, zapisywane są też metadane dotyczące aktualnej wersji platformy .NET oraz specyfikacja typów (zgodna z aktualną wersją platformy).
- SOAP – bardzo prosty sposób zapisu obiektu w strumień. Plik wynikowy przypomina swoją strukturą plik XML, jednak jest on wstępnie formatowany przez platformę .NET, dzięki czemu uzyskujemy prostotę użycia identyczną jak w przypadku BinaryFormatera. Dodatkowym atutem jest brak niepotrzebnych metadanych, dzięki czemu zapis typu SOAP jest w pełni niezależny od platformy. Wada – tak jak w przypadku języka XML serializowany obiekt powinien posiadać „pusty” konstruktor i składać się z publicznie dostępnych pól (pole albo samo powinno być publiczne [public] albo posiadać publiczną [public] właściwość).
- XML – serializacja w pełni zgodna ze standardami języka XML. Każde serializowane pole powinno być public (lub mieć publiczną właściwość), wymagany jest „pusty” konstruktor, dodatkowo zarówno podczas serializacji jak i deserializacji należy podać pełną strukturę pliku XML.

### Serializacja w językuJava
By obiekt mógł być serializowany, musi implementować interfejs Serializable. Dla wygody sporo standardowych klas Javy implementuje ten interfejs, nie ma więc potrzeby wyprowadzać np. własnego obiektu będącego dzieckiem klasy Vector.
W przypadku serializacji obiektu, który agreguje inne obiekty, serializacji ulegnie cała hierarchia obiektów, jednak każdy z nich musi implementować interfejs Serializable. Przykładem może być serializacja wyżej wspomnianego wektora.
Przykład:
```
 
package
 
test
;

 

 
import
 
java.io.Serializable
;

 

 
public
 
class
 
Account
 
implements
 
Serializable
 
{

   
private
 
String
 
surname
 
=
 
null
;

   
private
 
String
 
firstname
 
=
 
null
;

   

   
public
 
Account
 
(
String
 
surname
,
 
String
 
firstname
)
 
{

     
this
.
surname
 
=
 
surname
;

     
this
.
firstname
 
=
 
firstname
;

   
}

   

   
public
 
String
 
getFirstname
()
 
{

     
return
 
this
.
firstname
;

   
}

   

   
public
 
String
 
getSurname
()
 
{

     
return
 
this
.
surname
;

   
}

   

 
}

```

Interfejs Serializable nie wymaga implementacji żadnej metody. Każdy obiekt, który zaimplementował interfejs Serializable, użytkownik może serializować/deserializować do/ze strumienia. Dla powyższego przykładu i serializacji do pliku o nazwie test.ser mogłoby to wyglądać tak jak poniżej:
```
 
Account
 
a
 
=
 
new
 
Account
(
"Jan"
,
"Nowak"
);

 
FileOutputStream
 
fos
 
=
 
null
;

 
ObjectOutputStream
 
oos
 
=
 
null
;

 
/*

  * Zapis do strumienia (plikowego, ale może być dowolne)

  */

 
try
 
{

   
fos
=
 
new
 
FileOutputStream
(
"test.ser"
);
 
//utworzenie strumienia wyjściowego

   
oos
 
=
 
new
 
ObjectOutputStream
(
fos
);
  
//utworzenie obiektu zapisującego do strumienia

   

   
oos
.
writeObject
(
a
);
 
//serializacja obiektu

   

 
}
 
catch
 
(
FileNotFoundException
 
e
)
 
{

   
e
.
printStackTrace
();

 
}
 
catch
 
(
IOException
 
e
)
 
{

   
e
.
printStackTrace
();

 
}
 
finally
 
{

   
// zamykamy strumienie w finally

   
try
 
{

     
if
 
(
oos
 
!=
 
null
)
 
oos
.
close
();

   
}
 
catch
 
(
IOException
 
e
)
 
{}

   
try
 
{

     
if
 
(
fos
 
!=
 
null
)
 
fos
.
close
();

   
}
 
catch
 
(
IOException
 
e
)
 
{}

 
}

```

Odczytuje się tak samo, ale używa obiektów odczytu, a nie zapisu:
```
 
Account
 
b
 
=
 
null
;

 
/*

  * Odczyt ze strumienia plikowego (ale może być dowolne)

  */

 
FileInputStream
 
fis
 
=
 
null
;

 
ObjectInputStream
 
ois
 
=
 
null
;

 
try
 
{

   
fis
 
=
 
new
 
FileInputStream
(
"test.ser"
);
 
//utworzenie strumienia wejściowego  

   
ois
 
=
 
new
 
ObjectInputStream
(
fis
);
 
//utworzenie obiektu odczytującego obiekty ze strumienia

   

   
b
 
=
 
(
Account
)
 
ois
.
readObject
();
 
//deserializacja obiektu

 

 
}
 
catch
 
(
FileNotFoundException
 
e
)
 
{

   
e
.
printStackTrace
();

 
}
 
catch
 
(
IOException
 
e
)
 
{

   
e
.
printStackTrace
();

 
}
 
catch
 
(
ClassNotFoundException
 
e
)
 
{

   
e
.
printStackTrace
();

 
}
 
finally
 
{

   
// zasoby zwalniamy w finally

   
try
 
{

     
if
 
(
ois
 
!=
 
null
)
 
ois
.
close
();

   
}
 
catch
 
(
IOException
 
e
)
 
{}

   
try
 
{

     
if
 
(
fis
 
!=
 
null
)
 
fis
.
close
();

   
}
 
catch
 
(
IOException
 
e
)
 
{}

 
}

```

### Serializacja w językuPython
Zapis klasy do zewnętrznego pliku oraz odczyt z pliku można zrealizować przy użyciu modułu „pickle”.
```
import
 
pickle

class
 
Animal
:

    
def
 
__init__
(
self
,
 
attr
=
"Horse"
):

        
self
.
attr
 
=
 
attr

# serializacja – zapis do pliku

def
 
test_serialize
():

    
a
 
=
 
Animal
()

    
print
(
a
.
attr
)

    
with
 
open
(
"dump.dat"
,
 
"wb"
)
 
as
 
f
:

        
pickle
.
dump
(
a
,
 
f
)

    

# deserializacja – odczyt z pliku

def
 
test_deserialize
():

    
with
 
open
(
"dump.dat"
,
 
"rb"
)
 
as
 
f
:

        
a
 
=
 
pickle
.
load
(
f
)

    
print
(
a
.
attr
)

def
 
test
():

    
test_serialize
()

    
test_deserialize
()

if
 
__name__
 
==
 
"__main__"
:

    
test
()

```

### Serializacja w językuC++
Język C++ nie posiada wbudowanego wsparcia dla serializacji. Istnieją jednak przeznaczone do tego biblioteki, np. S11n.

### Serializacja wmapowaniu obiektowo-relacyjnym
Czasami w literaturze anglojęzycznej terminem serializacja (serialization) określa się zapis danych reprezentowanych przez dany obiekt do bazy danych.